# Льонґінас Вірбалас
Льонґінас Вірбалас, Т. І. (лит. Lionginas Virbalas; нар. 6 липня 1961, Біржай) — литовський церковний діяч, єзуїт, римо-католицький архієпископ-митрополит Каунаський з 2015 по 2019 рік.

## Життєпис
Льонґінас Вірбалас народився 6 липня 1961 року в місті Біржай, тепер Паневежиського повіту в Литві. Після закінчення середньої школи навчався у Вільнюському інженерно-будівельному інституті, потім служив у радянській армії. У 1986 році поступив у між'єпархіальну католицьку семінарію в Каунасі. У 1989 році вступив до Товариства Ісуса. Був висвячений на священика 30 травня 1991 року.
З 1992 по 1994 навчався в Папському Григоріанському університеті в Римі, потім був помічником наставника єзуїтського новіціяту в Австрії і продовжував богословську освіту в Інсбруцькому університеті. Був настоятелем церкви єзуїтів в Каунасі і викладачем Святого Письма на богословському факультеті.
З 1998 по 2005 і з 2008 по 2010 рік — настоятель храму Святого Казимира у Вільнюсі, де опікувався російськомовною католицькою громадою.
З 2005 по 2008 рік — помічник Генерального секретаря Конференції католицьких єпископів Литви.
З 2010 по 2013 рік — ректор Папської Колегії «Руссікум» в Римі.

## Єпископ
6 червня 2013 Папа Франциск призначив його єпископом Паневежиса. 10 серпня 2013 року отримав єпископську хіротонію з рук кардинала Аудріса Бачкіса.
11 червня 2015 року призначений архієпископом Каунаса замість єпископа Сіґітаса Тамкявічюса, який пішов на емеритуру. 1 березня 2019 Папа Франциск прийняв відставку архієпископа Льонґінаса Вірбаласа з посади митрополита Каунаса.